# Guambius euthus
Guambius euthus är en mångfotingart som först beskrevs av Chamberlin 1904.  Guambius euthus ingår i släktet Guambius och familjen stenkrypare. Inga underarter finns listade i Catalogue of Life.